# 어떤 여름의 연대기
어떤 여름의 연대기(Chronique D'Un Ete, Chronicle Of A Summer)는 프랑스에서 제작된 장 루쉬, 에드가 모랭 감독의 1961년 다큐멘터리 영화이다. 마릴뤼 파롤리니 등이 주연으로 출연하였고 아나톨 도먼 등이 제작에 참여하였다.

## 출연

### 주연
- 마릴뤼 파롤리니
- 장 루쉬